# Inter-Environnement Bruxelles
Pour les articles homonymes, voir IEB.
Inter-Environnement Bruxelles (IEB) est une fédération de comités de quartier et d'associations de défense de l'environnement en Région bruxelloise, fondée en 1974 par René Schoonbrodt.  
IEB regroupe en son sein près de 80 comités de quartier et d'associations spécialisées sous la bannière d'une charte commune spécialisée dans la défense de l'environnement, du patrimoine, des transports en commun et de la qualité du cadre de vie dans son ensemble. 
Cette fédération promeut l'idée d'une ville avec une mixité urbaine, et qui permette l'organisation participative des habitants[source secondaire nécessaire].
Une fédération d'associations environnementales existe également en Région Wallonne, il s'agit de l'ASBL Inter Environnement Wallonie.

## Historique
Inter-Environnement Bruxelles a été fondé en 1974 par René Schoonbrodt. Sa fondation a eu lieu dans un contexte de luttes urbaines, dans la foulée de la Bataille de la Marolle opposant des habitants du quartier des Marolles contre un projet d'urbanisation des autorités publiques bruxelloises en 1969. Cette nouvelle fédération de comités de quartier a pour objectif de fédérer « des habitants de la Région bruxelloise actifs sur des questions urbaines, écologiques et sociales. »[source secondaire souhaitée]
IEB a contribué au maintien du réseau des trams de la STIB[Quand ?], à la protection et à la rénovation du patrimoine immobilier bruxellois[Quand ?], au maintien des espaces verts[Quand ?], et a incité  les habitants à participer aux enquêtes publiques lors de différents projets d'urbanisme[source secondaire nécessaire].
En 2021, le secrétaire d’État à l'Urbanisme de la Région bruxelloise Pascal Smet décide de supprimer les subventions de l'ASBL en matière d'urbanisme. L'association voit dans cet acte politique une sanction « à l’égard d’une association considérée comme trop critique à l’égard des politiques urbaines menées par le ministre-président Rudi Vervoort (PS) et son secrétaire d’État à l’urbanisme, Pascal Smet, qui font ainsi la démonstration de leur conception fort étroite de la démocratie urbaine »,.
Alors que IEB déclare avoir perdu près de 62% de ses subsides en 10 ans, Pascal Smet justifie son action en déclarant que « l’inventaire des enquêtes publiques réalisé par IEB fait double emploi avec la plate-forme openpermits.brussels ».

## Activités
L'action d'IEB comporte trois volets principaux : « travail de lobby - information, formation et services aux habitants - sensibilisation. ».

### Bruxelles en Mouvements
IEB édite le périodique Bruxelles en mouvements qui s'intéresse aux multiples dimensions de la ville et de son cadre de vie.

### Centre de documentation
Le centre de documentation d'IEB recense plusieurs ouvrages, revues ou études en lien avec la Région bruxelloise.

### Prix Paul Duvigneaud
Chaque année, l'association décerne le prix Paul Duvigneaud relatif à l'éducation permanente à l'environnement urbain. 

## Membres
La fédération regroupe près de 80 comités de quartiers ou associations sans but lucratif dont le dénominateur commun est une vision commune de Bruxelles[réf. nécessaire]. Dans les membres actuels il y a par exemple Apis Bruoc Sella, l'Atelier de recherche et d'action urbaines, Le Début des haricots, Natagora ou encore Pro Velo (Belgique).

## Prise de position
En 2019, Inter-Environnement Bruxelles en association avec l'ARAU ont déposé un recours au Conseil d’État contre la modification du PRAS en vue de la réalisation du projet de ligne 3 du métro de Bruxelles,.